# Apodi (ort)
Apodi är en ort i Brasilien.   Den ligger i kommunen Apodi och delstaten Rio Grande do Norte, i den östra delen av landet, 1 600 kilometer nordost om huvudstaden Brasília. Apodi ligger 73 meter över havet och antalet invånare är 16 757.
Terrängen runt Apodi är platt. Det finns inga andra samhällen i närheten.
Omgivningarna runt Apodi är huvudsakligen savann. Runt Apodi är det glesbefolkat, med 19 invånare per kvadratkilometer.